# Copa de Campeones de América 1963
Navigation
Édition précédente Édition suivante
La Copa Libertadores 1963 est la 4e édition de la Copa Libertadores. Le club vainqueur de la compétition est désigné champion d'Amérique du Sud 1963 et se qualifie pour la Coupe intercontinentale 1963.
C'est le tenant du titre, le club brésilien de Santos, qui remporte à nouveau la compétition cette année après avoir battu les Argentins du Club Atlético Boca Juniors en finale. C'est le second titre du club, qui rejoint Peñarol en tête du palmarès (deux succès pour chacun des deux clubs). L'argentin José Sanfilippo obtient le titre de meilleur buteur de la compétition avec un total de sept buts.
Le format de la compétition reste identique à celui de l'édition précédente. Les neuf formations engagées sont réparties en trois poules de trois et s'affrontent à deux reprises, à domicile et à l'extérieur. Le premier de chaque groupe se qualifie pour les demi-finales, qui voit l'entrée en lice du tenant du titre. Les demi-finales et la finale sont jouées en matchs aller-retour, avec un match d'appui éventuel en cas de résultat identique lors des deux confrontations (on ne tient de la différence de buts et/ou des buts marqués à l'extérieur que si le match d'appui se termine sur un résultat nul).

## Clubs participants
- Santos - Tenant du titre
- Club Atlético Boca Juniors - Champion d'Argentine 1962
- Aucun[1]
- Botafogo FR - Vainqueur de la Taça Brasil 1962
- CF Universidad de Chile - Champion du Chili 1962
- Millonarios Fútbol Club - Champion de Colombie 1962
- Club Deportivo Everest - Champion d'Équateur 1962
- Club Olimpia - Champion du Paraguay 1962
- Club Alianza Lima - Champion du Pérou 1962
- Club Atlético Peñarol - Champion d'Uruguay 1962

## Compétition

### Phase de groupes
| Rang | Équipe                  | Pts | J | G | N | P | Bp | Bc | Diff |  | Résultats (▼ dom., ► ext.) |     |     |     |
| ---- | ----------------------- | --- | - | - | - | - | -- | -- | ---- |  | -------------------------- | --- | --- | --- |
| 1    | Botafogo FR             | 8   | 4 | 4 | 0 | 0 | 5  | 1  | +4   |  | Botafogo FR                |     | 2-1 | -   |
| 2    | Club Alianza Lima       | 3   | 4 | 1 | 1 | 2 | 2  | 3  | -1   |  | Club Alianza Lima          | 0-1 |     | 0-0 |
| 3    | Millonarios Fútbol Club | 1   | 4 | 0 | 1 | 3 | 0  | 3  | -3   |  | Millonarios Fútbol Club    | 0-2 | 0-1 |     |

- Le match entre Botafogo et Millonarios n'a pas été joué car Millonarios (déjà éliminé) a préféré payer une amende de 4 500 dollars plutôt que de faire le voyage à Rio. Botafogo a reçu les points de la victoire, mais sans but pour.

| Rang | Équipe                 | Pts | J | G | N | P | Bp | Bc | Diff |  | Résultats (▼ dom., ► ext.) |     |     |
| ---- | ---------------------- | --- | - | - | - | - | -- | -- | ---- |  | -------------------------- | --- | --- |
| 1    | Club Atlético Peñarol  | 4   | 2 | 2 | 0 | 0 | 14 | 1  | +13  |  | Club Atlético Peñarol      |     | 9-1 |
| 2    | Club Deportivo Everest | 0   | 2 | 0 | 0 | 2 | 1  | 14 | -13  |  | Club Deportivo Everest     | 0-5 |     |

| Rang | Équipe                     | Pts | J | G | N | P | Bp | Bc | Diff |  | Résultats (▼ dom., ► ext.) |     |     |     |
| ---- | -------------------------- | --- | - | - | - | - | -- | -- | ---- |  | -------------------------- | --- | --- | --- |
| 1    | Club Atlético Boca Juniors | 6   | 4 | 3 | 0 | 1 | 9  | 6  | +3   |  | Club Atlético Boca Juniors |     | 5-3 | 1-0 |
| 2    | Club Olimpia               | 4   | 4 | 2 | 0 | 2 | 7  | 10 | -3   |  | Club Olimpia               | 1-0 |     | 2-1 |
| 3    | CF Universidad de Chile    | 2   | 4 | 1 | 0 | 3 | 7  | 7  | 0    |  | CF Universidad de Chile    | 2-3 | 4-1 |     |

### Demi-finales
| Équipe 1              | Résultat | Équipe 2                   | Aller | Retour |
| --------------------- | -------- | -------------------------- | ----- | ------ |
| Club Atlético Peñarol | 1 − 3    | Club Atlético Boca Juniors | 1 − 2 | 0 − 1  |
| Santos                | 5 − 1    | Botafogo FR                | 1 − 1 | 4 − 0  |

| 7 août 1963 | Club Atlético Peñarol | 1 – 2 | Club Atlético Boca Juniors | Stade Centenario, Montevideo |  |
|             | Magdalena 80e         |       | Valentim 26e 88e           |                              |  |

| 17 août 1963 | Club Atlético Boca Juniors | 1 – 0 | Club Atlético Peñarol | La Bombonera, Buenos Aires |
|              | Sanfilippo 47e             |       |                       |                            |

| 22 août 1963 | Santos   | 1 – 1 | Botafogo FR   | São Paulo |  |
|              | Pelé 90e |       | Jairzinho 60e |           |  |

| 28 août 1963 | Botafogo FR | 0 – 4 | Santos                  | Stade Maracanã, Rio de Janeiro |
|              |             |       | Pelé 11e 15e 33e · Lima |                                |

### Finale
| 3 septembre 1963 | Santos                     | 3 – 2 | Club Atlético Boca Juniors | Stade Maracanã, Rio de Janeiro                |                                               |
|                  | Coutinho 2e 21e · Lima 28e |       | Sanfilippo 43e 89e         | Spectateurs : 100 000 Arbitrage : Marcel Bois | Spectateurs : 100 000 Arbitrage : Marcel Bois |

| 11 septembre 1963 | Club Atlético Boca Juniors | 1 – 2 | Santos                  | La Bombonera, Buenos Aires                   |                                              |
|                   | Sanfilippo 46e             |       | Coutinho 50e · Pelé 82e | Spectateurs : 50 000 Arbitrage : Marcel Bois | Spectateurs : 50 000 Arbitrage : Marcel Bois |

| Copa Libertadores Vainqueur 1963    |
| ----------------------------------- |
| Santos Futebol Clube Deuxième titre |